# Anne Jagellon
Pour l’article homonyme, voir Anna Jagellon.
Anne Jagellon (en polonais : Anna Jagiellonka ; en hongrois : Jagelló Anna ; en tchèque : Anna Jagellonská), née le 23 juillet 1503 à Buda et morte le 27 janvier 1547 à Prague, est une princesse de la maison Jagellon, fille du roi Vladislas IV et d'Anne de Foix. Elle est la sœur du roi Louis II, duquel elle hérite les couronnes de Hongrie et de Bohême. Elle épouse en 1521 l'archiduc Ferdinand d'Autriche, le futur empereur des Romains, à qui elle donne quinze enfants.
Le mariage d'Anne et Ferdinand était la condition primordiale pour l'intégration de la Hongrie et de la Bohême dans la monarchie de Habsbourg qui a perduré jusqu'à la dissolution de l'Autriche-Hongrie en 1918.

## Naissance
Anne Jagellon naît le 23 juillet 1503 à Buda, fille aînée de Vladislas IV (1456–1516), roi de Hongrie et de Bohême, et de Anne de Foix (1484–1506), troisième épouse du souverain, celui-ci ayant répudié ses deux précédentes femmes, Barbara de Brandebourg et Béatrice de Naples, qui n'étaient pas parvenues à lui donner une descendance. 
Vladislas, âgé de 47 ans, est désespéré alors d'avoir jamais un fils pour lui succéder. La jeune Anne de Foix réussit à combler les attentes de son époux, en lui donnant, moins de dix mois après leur mariage, un enfant. Bien qu'Anne ne fût pas un garçon, sa naissance est accueillie avec beaucoup de joie. Héritière présomptive du trône de son père durant les trois premières années de sa vie, elle a un petit frère en 1506, prénommé Louis. Hélas, la reine se remet mal de l'accouchement et décède quelques semaines plus tard.

## Mariage
Vladislas IV, élu roi de Bohême après la mort de Georges de Poděbrady en 1471, a été confronté à des attaques de Matthias Corvin, roi de Hongrie. Après plusieurs années de conflit un accord conclu à Olomouc en 1479 a permis de restaurer la paix et Vladislas a été couronné roi de Hongrie suite au décès de Matthias en 1490. Les hostilités avec Maximilien Ier de Habsbourg, roi des Romains, ont cessé avec le traité de Presbourg conclu dans l'année suivainte : le roi des Romains reconnait Vladislas pour roi de Hongrie, mais se réserve la succession éventuelle de cette couronne après l'extinction de la postérité des Jagellon. 
En monarque faible, Vladislas tient à préserver au maximum la paix et l'harmonie avec l'aristocratie au sein de ses royaumes, avec l'aide notamment de Tamás Bakócz, archevêque d'Esztergom et chancelier de Hongrie, d'István Báthory et de Jean Zapolya, voivode de Transylvanie, un rival puissant qui prend de sévères mesures contre les rebelles, comme le prouve l'exécution de György Dózsa. Si son règne est considéré comme stable, les frontières de ses possessions souffrent de l’avidité des voisins, les Ottomans avançants après la chute de Constantinople et les Habsbourg, archiducs d'Autriche à l'ouest. 

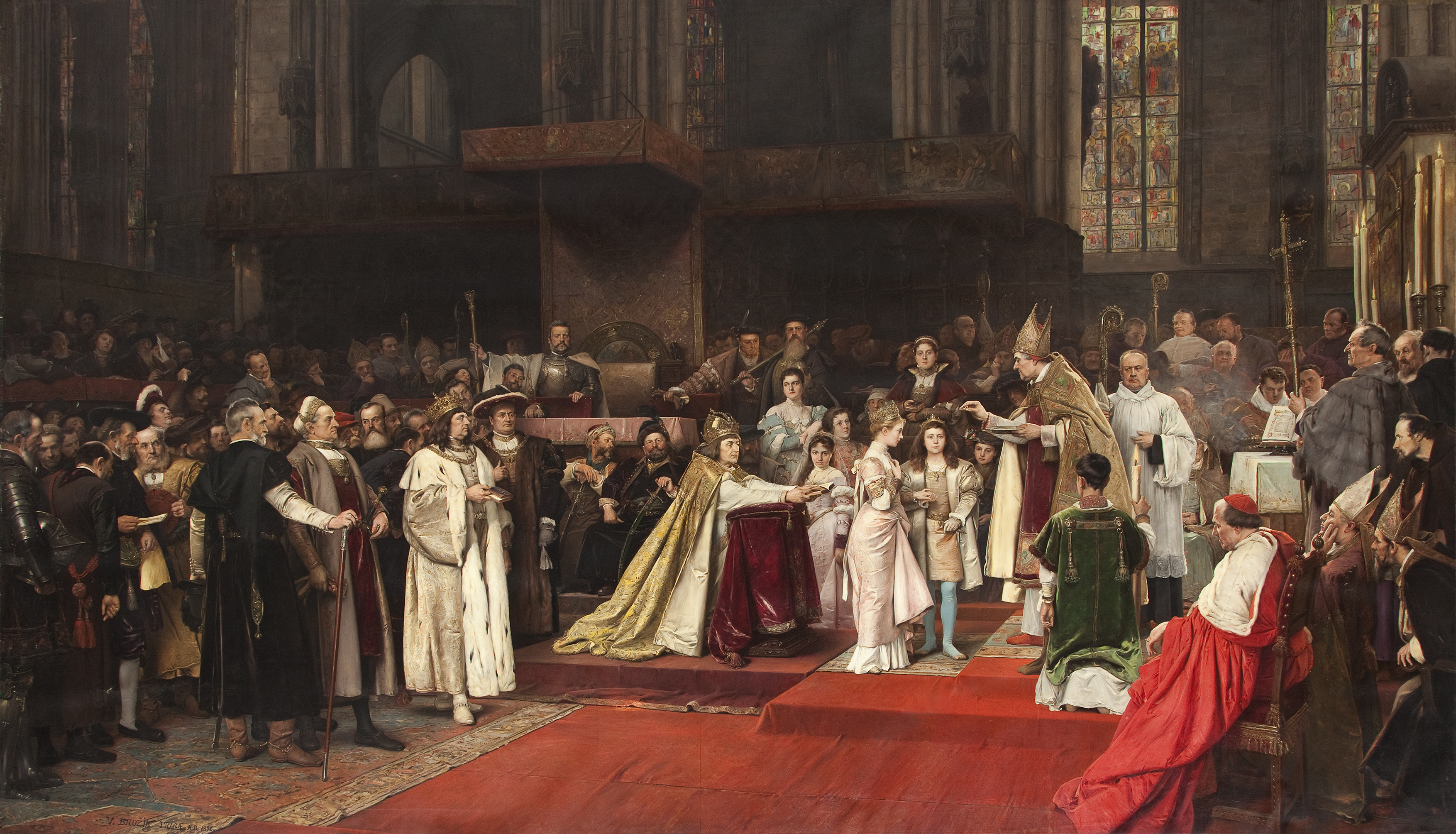
Tu felix Austria nube, le mariage double d'Anne et de Louis II à Vienne, Václav Brožík (1896).

Afin de freiner la soif d'expansion du souverain du Saint-Empire romain vers la Hongrie, il mené de longues négociations avec les envoyés de Maximilien Ier, Matthäus Lang von Wellenburg et Johannes Cuspinianus. Il arrange, lors d'une réunion à Vienne en 1515, le mariage de ses enfants Anne et Louis à Ferdinand et Marie de Habsbourg, petits-enfants de l'empereur. Le 22 juillet 1515, on fêta ce mariage double avec une grande cérémonie à la cathédrale Saint-Étienne. 
Bien que les États hongrois n'avaient pas accepté le contrat et le roi Vladislas meurt l'année suivante, le projet n’est pas abandonné. Néanmoins, seulement après que Ferdinand avait reçu l'archiduché d'Autriche et les pays de l'Autriche intérieure des mains de son frère aîné Charles Quint, il épousa Anne, en personne, le 26 mai 1521 à Linz, la messe célébrée par le cardinal Matthäus Lang von Wellenburg. Anne, qui allait avoir 18 ans, devient l'épouse de l'archiduc, ce qui fait d’elle la belle-sœur de l'empereur et roi Charles Quint et des reines Éléonore de France, Catherine du Portugal et Isabelle de Danemark. Les conjoints sont heureux dans leur mariage et Anne accompagnait son mari lors de ses nombreux voyages à travers l'Europe.

## Reine de Hongrie et de Bohême
Le 29 août 1526, le jeune roi Louis II de Hongrie tombe à la bataille de Mohacs contre l'armée ottomane. N'ayant pas encore d'enfant de son mariage avec l'archiduchesse-infante Marie, il laisse le trône à sa sœur (qui vient de mettre au monde son premier enfant) et son mari. Ferdinand devenait alors roi de Hongrie et de Bohême ; les magnats hongrois, toutefois, ont élu Jean Zapolya antiroi.
La famille des nouveaux monarques ne cesse de s'agrandir. Cette nombreuse progéniture sera destinée à servir la politique matrimoniale des Habsbourg, qui avait toujours constitué pour eux un important atout. Ferdinand et Anne eurent une descendance nombreuse qu'ils mirent au service de la politique dynastique de leur époque :
| Nom                          | Naissance         | Mort              | Mariage                                                                                              |
| ---------------------------- | ----------------- | ----------------- | --- |
| Élisabeth                    | 9 juillet 1526    | 15 juin 1545      | avec Sigismond II de Pologne, en 1543 ; sans descendance                                             |
| Maximilien II (Saint-Empire) | 31 juillet 1527   | 12 octobre 1576   | avec Marie d'Espagne, en 1548 ; avec descendance                                                     |
| Anne                         | 7 juillet 1528    | 16 octobre 1590   | avec Albert V de Bavière, en 1546 ; avec descendance                                                 |
| Ferdinand II (Tyrol)         | 14 juillet 1529   | 24 janvier 1595   | avec Philippine Welser, en 1557, puis avec Anne-Catherine de Mantoue, en 1582, avec descendance      |
| Marie                        | 15 mai 1531       | 11 décembre 1581  | avec Guillaume de Clèves, en 1546 ; avec descendance                                                 |
| Madeleine                    | 14 août 1532      | 10 septembre 1590 | religieuse                                                                                           |
| Catherine                    | 15 septembre 1533 | 28 février 1572   | avec François III de Mantoue, en 1549, puis avec Sigismond II de Pologne, en 1553 ; sans descendance |
| Éléonore                     | 2 novembre 1534   | 5 août 1594       | avec Guillaume de Mantoue, en 1561 ; avec descendance                                                |
| Marguerite                   | 16 février 1536   | 12 mars 1566      | religieuse                                                                                           |
| Jean                         | 10 avril 1538     | 20 mars 1539      | mort enfant                                                                                          |
| Barbara                      | 30 avril 1539     | 19 septembre 1572 | avec Alphonse II d'Este, en 1565 ; sans descendance                                                  |
| Charles II (Styrie)          | 3 juillet 1540    | 10 juillet 1590   | avec Marie-Anne de Bavière, en 1571 ; avec descendance                                               |
| Ursule                       | 24 juillet 1541   | 30 avril 1543     | morte enfant                                                                                         |
| Hélène                       | 7 janvier 1543    | 5 mars 1574       | religieuse                                                                                           |
| Jeanne                       | 24 janvier 1547   | 10 avril 1578     | avec François Ier de Médicis, grand-duc de Toscane, en 1565 ; avec descendance                       |

Anne Jagellon est, durant toute sa vie, une femme digne et déterminée. Lorsque Jean Zapolya, devenu vassal du sultan Soliman Ier, assiège Vienne durant la guerre austro-turque, la reine, qui s'y trouve enfermée, montre un grand courage et beaucoup de fermeté. Couronnée reine des Romains en 1533, son mari ayant été reconnu successeur de Charles Quint, elle ne devient cependant jamais impératrice, mourant le 27 janvier 1547, à Prague, à l'âge de quarante-quatre ans, quelques jours après avoir donné naissance à Jeanne, future grande-duchesse de Toscane. Sa dépouille repose dans la cathédrale Saint-Guy.
Le belvédère de la reine Anne (Belvedér Královny Anny) dans le jardin royal du château de Prague, construit à partir de 1538, est nommé d'après elle. Ferdinand ne ceignit la couronne impériale que neuf ans après la mort d'Anne, en 1556, à la suite de l'abdication de son frère aîné.